# Cerro Largo Fútbol Club
O Cerro Largo Fútbol Club é um clube de futebol uruguaio com sede na cidade de Melo, no departamento de Cerro Largo. Disputa a primeira divisão do Campeonato Uruguaio.

## História

### Primeiros anos
O primeiro jogo de sua história foi em 3 de maio de 2003 em casa no Estádio Municipal Arquitecto Antonio Eleuterio Ubilla, conquistando sua primeira vitória por 2 a 1 contra o El Tanque Sisley com dois gols de Gabriel Ramírez. A primeira vitória como visitante foi na quarta partida daquele campeonato, em 31 de maio, por 5 a 1 sobre o Colón.
Em 2012, se classificou pela primeira vez a uma competição internacional, com uma rodada de antecipação a Copa Sul-Americana de 2012.
Fundado em 19 de novembro de 2002 na cidade de Melo para representar o Departamento de Cerro Largo no futebol profissional, atualmente disputa a Segunda Divisão do futebol uruguaio, sendo rebaixado em 2014.
Foi a única equipe da Primeira Divisão do futebol uruguaio que não tinha sede em Montevidéu em 2014.

## Elenco atual
- Última atualização: 20 de fevereiro de 2021.

## Títulos
- Campeonato Uruguaio - 2ª Divisão: 1 (2018)[3]